# جون ر. سوندرز
جون ر. سوندرز (بالإنجليزية: John R. Saunders)‏ هو محامي وسياسي أمريكي، ولد في 9 ديسمبر 1869 في مقاطعة كينغ أند كوين في الولايات المتحدة، وتوفي في 17 مارس 1934 في الولايات المتحدة. حزبياً، نشط في الحزب الديمقراطي. وقد انتخب عضو مجلس ولاية فرجينيا.